# Vernonia hieronymi
Vernonia hieronymi là một loài thực vật có hoa trong họ Cúc. Loài này được (Kuntze) K.Schum. miêu tả khoa học đầu tiên.